# Cyrtosia nana
Cyrtosia nana är en orkidéart som först beskrevs av Robert Allen Rolfe och Dorothy Downie, och fick sitt nu gällande namn av Leslie Andrew Garay. Cyrtosia nana ingår i släktet Cyrtosia, och familjen orkidéer. Inga underarter finns listade i Catalogue of Life.